# Federación Obrera Regional Argentina

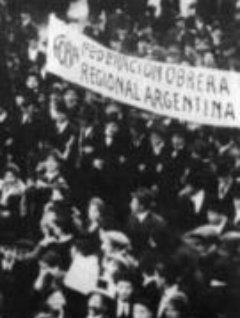
Demonstration der FORA um 1915

Die Federación Obrera Regional Argentina (kurz: FORA) war ein argentinischer Gewerkschaftsdachverband mit anarchistischer bzw. anarchokommunistischer Ausrichtung. Nach der Gründung im Jahre 1901 wurde sie für etwa zwei Jahrzehnte zur stärksten gewerkschaftlichen Kraft in Argentinien, bis sie – durch interne Kämpfe geschwächt – Anfang der 1930er Jahre nach dem Militärputsch von Uriburu in der Bedeutungslosigkeit versank. Die FORA besteht als anarchistische Organisation bis heute fort, übt jedoch seit den 1970er Jahren keine gewerkschaftliche Tätigkeit mehr aus.

## Geschichte der FORA

### Die argentinische Arbeiterbewegung vor der FORA

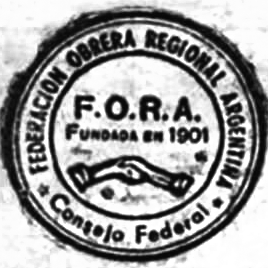
Stempel des Föderalrats der FORA

Argentinien erlebte ab der zweiten Hälfte des 19. Jahrhunderts ein starkes Wirtschaftswachstum und wurde allmählich zu einem wirtschaftlichen Zentrum Südamerikas. Ab den 1850er Jahren setzte dadurch auch eine Immigrationswelle ein, die viele europäische Arbeiter nach Argentinien brachte. Nur wenigen Einwanderern, die vorwiegend aus Italien oder Spanien stammten, gelang es sich selbstständig zu machen. Die Meisten blieben in den wirtschaftlichen Ballungszentren wie Buenos Aires und verdienten ihr Geld als Industriearbeiter oder Tagelöhner.
Mit den europäischen Einwanderern gelangten auch anarchistische Ideen nach Argentinien und es bildeten sich italienische und spanische Sektionen der Internationalen Arbeiterassoziation in Argentinien. Während aber die anarchistischen Gruppierungen mehrheitlich individualanarchistisch geprägt und organisationsfeindlich eingestellt waren, wurden im Laufe der Zeit progewerkschaftliche Kräfte stärker. Einen entscheidenden Einfluss darauf hatte der Aufenthalt von Errico Malatesta, der von 1885 bis 1889 in der argentinischen Arbeiterbewegung aktiv war.
Erste Versuche eines Gewerkschaftlichen Zusammenschlusses in der Federación de los Trabajadores de la Región Argentina ('Föderation der Arbeiter Argentiniens') scheiterten schnell an den Spannungen zwischen der sozialistischen Gewerkschaftsführung und den vorwiegend anarchistischen Berufsverbänden. Unter Mithilfe von Pietro Gori, einem politischen Flüchtling aus Italien, wurde die Federación Libertaria gegründet, die in einer Prinzipienerklärung Ziele und Mittel der politischen und gewerkschaftlichen Aktion der Anarchisten deklarierte. Die Zeitung La Protesta Humana erschien ab 1897 und wurde zum wichtigsten Blatt der anarchistischen Bewegung und zum späteren Organ der FORA.

### Gründung und erste Jahre

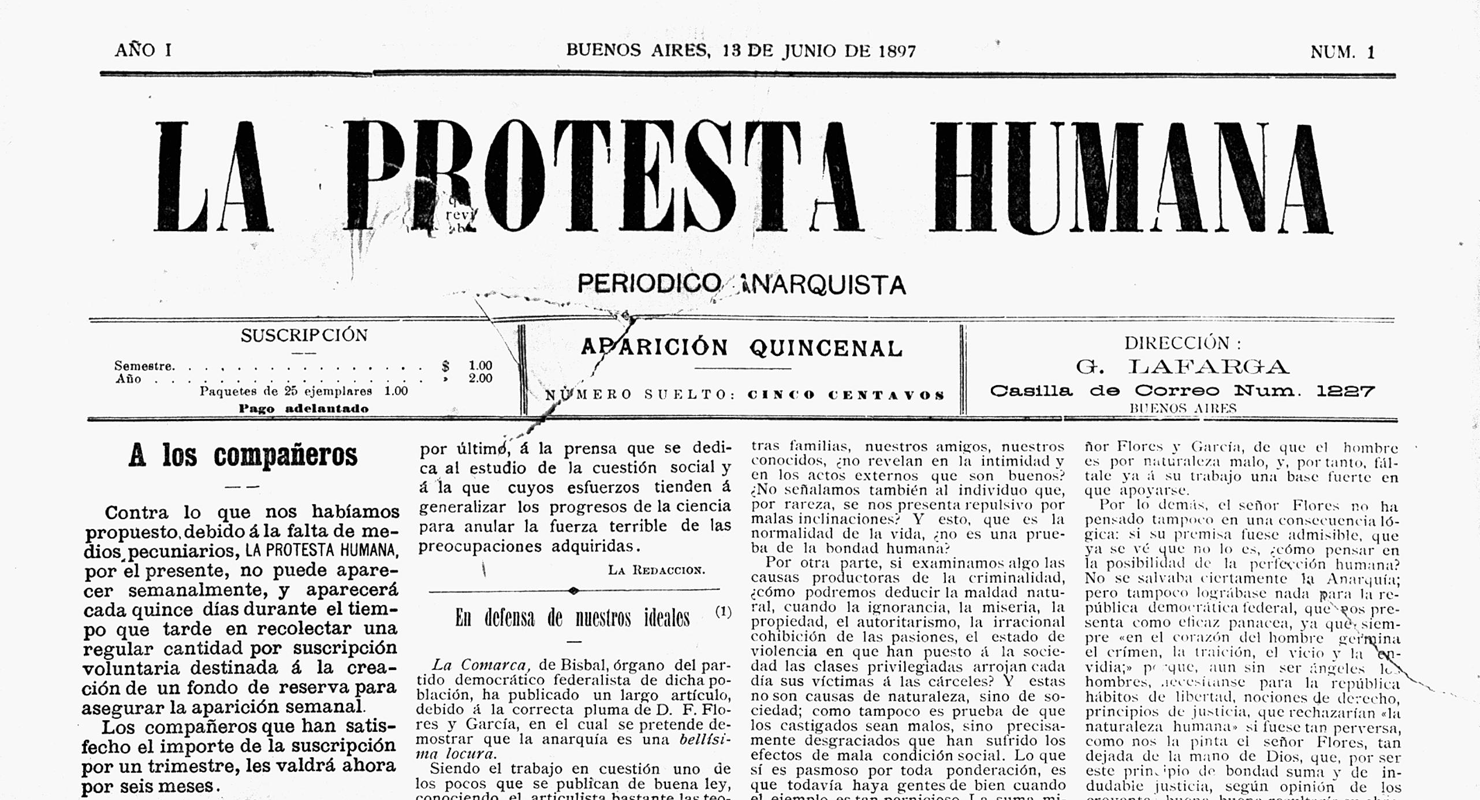
Erste Ausgabe der Zeitung La Protesta Humana vom 13. Juni 1897

Im Jahre 1901 ging aus dem Zusammenschluss von anarchistischen und sozialistischen Gewerkschaften die Federación Obrera Argentina hervor an der etwa 10.000 Mitglieder beteiligt waren. Als Mittel im Kampf der Arbeiter sah die Organisation den Generalstreik und die Solidarität innerhalb der Arbeiterklasse, dagegen wurde die Unterstützung von politischen, auch sozialistischen Parteien abgelehnt.
Es folgten 1902 einige erfolgreiche Streiks, wie der Streik der Hafenarbeiter von Rosario, der sich zu einem Generalstreik ausweitete. Die Hafenarbeiter von Buenos Aires erkämpften sich im gleichen Jahr den neun-Stunden-Tag und die Regierung antwortete auf die Streiks mit blutiger Repression und Ausweisungen. Die FOA wurde 1904 in Federación Obrera Regional Argentina umbenannt und beschloss am V. Kongress 1905 einen sozialrevolutionären und anarchokommunistischen Kurs einzuschlagen. Dieser Schritt führte dazu, dass sich 1909 die Confederación Obrera Regional Argentina bildete, welche die Prinzipien der alten FORA übernahm und einen ideologisch neutralen Standpunkt und den revolutionären Syndikalismus vertrat. Der argentinische Staat begann von diesem Punkt an eine systematische Verfolgung und Unterdrückung der FORA und es folgten viele Ausweisungen von den meist nicht-argentinischen Arbeitern. Die zunehmende Arbeitslosigkeit in der Folge der Krise von 1913/14 schwächte die FORA weiter.

### Wiedervereinigung und Spaltung

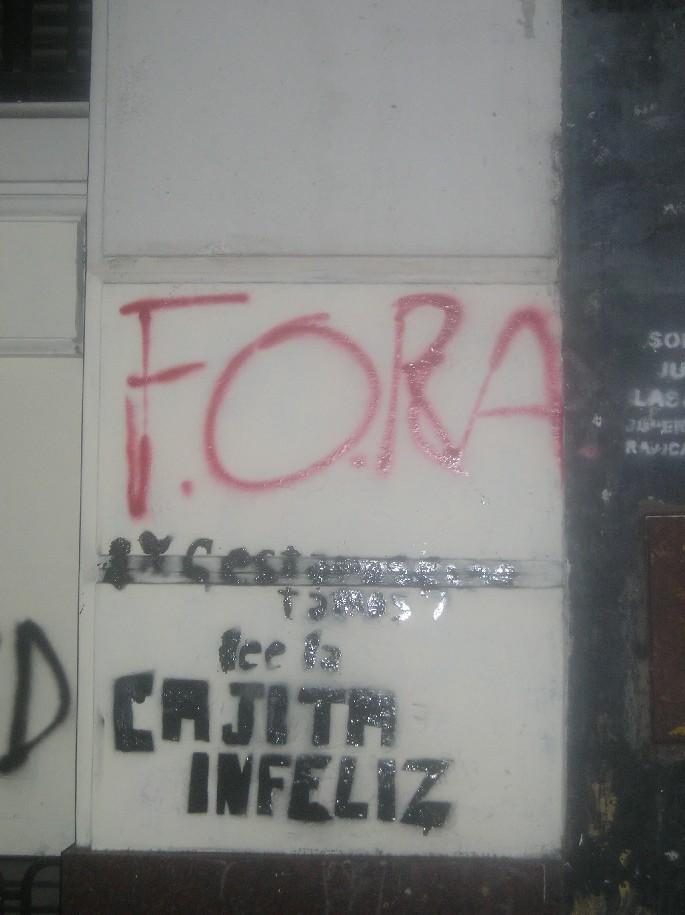
FORA-Graffito in Buenos Aires

Nachdem sich 1914 die CORA aufgelöst hatte, traten die meisten Mitglieder der FORA bei. Auf dem IX. Kongress 1915 wurde eine ideologische Neutralität beschlossen und eine Rückkehr zu den Prinzipien der alten FORA von 1914 beschlossen. Eine Minderheit wiederum verließ die FORA (IX.) und gründete die FORA V., benannt nach dem jeweiligen Kongress. Die FORA V. hatte etwa 10.000 Mitglieder und definierte sich als anarchosyndikalistische Organisation. Die FORA IX. bildete den weitaus stärkeren Teil und vereinigte etwa 100.000 bis 120.000 auf sich.
Als am 7. Januar 1919 der Streik einer anarchistischen Gewerkschaft mit Verbindungen zum FORA V. in Nueva Pompeya (Buenos Aires) zu einem Schusswechsel zwischen Polizei und Gewerkschaftern führte, wurden fünf Menschen getötet. Beim Begräbnis zwei Tage später überfiel die Polizei den Trauerzug von 200.000 anwesenden Arbeitern zum Friedhof Cementerio de la Chacarita und tötete weitere 39 Personen. In der darauffolgenden Semana Trágica ('Tragische Woche') griff auch das argentinische Militär ein und es starben schätzungsweise 100 bis 700 Personen. Dies führte zu häufigen Streiks und einem Erstarken der Gewerkschaften. Nur schon in Buenos Aires wurden im Jahre 1919 397 Streiks geführt mit etwa 300.000 beteiligten Arbeitern.

### Niedergang
Die Frage der Mitgliedschaft in der bolschewistischen Roten Gewerkschafts-Internationale führte zu einem internen Streit innerhalb der FORA. Die FORA IX. löste sich daraufhin 1922 auf zugunsten der Unión Sindical Argentina. Diese USA erreichte aber nie die Bedeutung der FORA und ging schließlich in der CGT auf.
Die FORA V. übernahm dann wieder den Namen FORA, kam aber auch nicht mehr an die Stärke der alten FORA heran. Der Militärputsch des Generals Uriburu von 1930 begründete den Niedergang der FORA als anarchistische Organisation. 
Ab Ende der 1930er Jahre hatte die FORA nur noch geringe Bedeutung und trat nur zeitweise bei regional begrenzten Streiks kleiner Einzelgewerkschaften in Erscheinung. 1968 organisierte sie nach 40 Jahren ohne Gewerkschaftskongressen ihren 11. Kongress in Buenos Aires, der jedoch den weiteren Niedergang nicht aufhalten konnte. In den 1970er Jahren wurde die gewerkschaftliche Tätigkeit aufgegeben.
Heute besteht die FORA als argentinische Sektion der Internationalen ArbeiterInnen-Assoziation unter dem Namen FORA-AIT weiter und gibt die Zeitschrift Organización Obrera heraus, hat jedoch kaum noch Bedeutung in der Arbeiterbewegung.

## Film
- Federación obrera regional argentina FORA 110 años (Film presentado en el acto por los 110 años de la FORA en el teatro Verdi (CABA) el 25 de mayo del 2011)
- Documental Hijos del Pueblo 2003, Trabajadores Anarquistas FORA AIT, FLA IFA (Dauer 1 Stunde, 26 Min.)